# دهستان فراغه
فراغه، دهستانی از توابع بخش مرکزی شهرستان ابرکوه در استان یزد ایران است.

## جمعیت
براساس سرشماری سال ۱۳۸۵ جمعیت آن ۳٬۱۰۲ نفر (۸۸۴ خانوار) بوده‌است.